# Archilaphria ava
Archilaphria ava là một loài ruồi trong họ Asilidae. Archilaphria ava được Enderlein miêu tả năm 1914. Loài này phân bố ở vùng Cổ Bắc giới và châu Á.